# Doctor Atomic
Doctor Atomic is een opera van de hedendaagse postminimalistische Amerikaanse componist John Adams op een libretto van Peter Sellars. De première werd uitgevoerd door de San Francisco Opera op 1 oktober 2005. De compositie verhaalt over de enorme spanning en ongerustheid bij degenen die aanwezig waren in het Los Alamos National Laboratory tijdens de voorbereiding van de proef met de eerste atoombom (de Trinity). Jon Else bracht in 2007 een documentaire uit over de totstandkoming van de opera, getiteld Wonders Are Many.

## Verhaal en productie
Het eerste bedrijf geeft de gebeurtenissen van een maand voor de test van de atoombom weer, het tweede bedrijf vindt plaats op de ochtend van 15 juli 1945 (de dag van de test). Gedurende dit tweede bedrijf vertraagt de tijd voor de betrokkenen en springt dan terug naar de realiteit. De opera eindigt met een laatste verlengd moment net voordat de bom ontploft. Hoewel de oorspronkelijke opdracht voor de opera suggereerde dat de Amerikaanse wetenschapper Robert Oppenheimer, de "vader van de atoombom," als een twintigste-eeuwse Faust zou worden gecreëerd hebben Adams en Sellars juist geprobeerd deze karakterisering te vermijden.
Het werk concentreert zich op Kitty Oppenheimer, Roberts vrouw, en haar opwinding over het project van haar echtgenoot, geprojecteerd tegenover degenen die een sleutelrol innemen in het Manhattan Project, in het bijzonder generaal Leslie Groves. Sellars nam in het libretto gegevens op uit belangrijke historisch materiaal. Het libretto neemt ook enkele passages over uit de Bhagavad gita, liederen van de Tewa, the Holy Sonnets van John Donne, en poëzie van Muriel Rukeyser.
De stijl die Adams in Doctor Atomic hanteert is gelijk aan die van zijn eerdere opera’s Nixon in China en The Death of Klinghoffer, die ook gingen over de karakters en persoonlijkheden van mensen die betrokken raakten in historische gebeurtenissen in plaats van de gebeurtenissen zelf.

## Libretto
Veel van de tekst in de opera is overgenomen uit vrijgegeven documenten van de Amerikaanse overheId over contacten tussen wetenschappers, overheidsfunctionarissen en militair personeel die bij het project betrokken waren. Andere geleende teksten kwamen uit gedichten van Baudelaire, John Donne, Muriel Rukeyser, de Bhagavad Gita, en uit een traditioneel lied van de Indiaanse Tewa stam. Marvin Cohen, hoofd van de American Physical Society heeft kritiek geleverd op delen van het libretto, met name over de opening zoals hieronder weergegeven als zijnde niet wetenschappelijk correct.
Het openingskoor is een incompleet uittreksel uit het Smyth Report van 1945:
"Matter can be neither created nor destroyed but only altered in form.
Energy can be neither created nor destroyed but only altered in form."
Het eerste bedrijf eindigt met een aria die door Oppenheimer wordt gezongen op de tekst van Donnes Holy Sonnet XIV:
Batter my heart, three person'd God; for, you
As yet but knocke, breathe, shine, and seeke to mend;
That I may rise, and stand, o'erthrow mee, and bend
Your force, to breake, blowe, burn and make me new.
I, like an usurpt towne, to'another due,
Labour to'admit you, but Oh, to no end,
Reason yhour viceroy in mee, mee should defend,
But is captiv'd, and proves weake or untrue.
Yet dearely'I love you, and would be loved faine,
But am betroth'd unto your enemie:
Divorce mee, untie, or breake that knot againe;
Take mee to you, imprison mee, for I
Except you'enthrall mee, never shall be free,
Nor ever chast, except you ravish mee.
In de derde scène van het tweede bedrijf wordt de volgende tekst gebruikt uit de Bhagavad Gita (vertaald naar het Engels door Swami Prabhavananda en Christopher Isherwood):
At the sight of this, your Shape stupendous,
Full of mouths and eyes, feet, thighs and bellies,
Terrible with fangs, O master,
All the worlds are fear-struck, even just as I am.

When I see you, Vishnu, omnipresent,
Shouldering the sky, in hues of rainbow,
With your mouths agape and flame-eyes staring—
All my peace is gone; my heart is troubled.
Oppenheimer zelf citeerde in een tv interview ook de Bhagavad Gita, 'Nu ben ik de dood geworden, de vernietiger van werelden'.
Het tweede bedrijf wordt gelardeerd met een aantal malen door Pasqualita, de Tewa (een van de gemeenschappen van oorspronkelijke bewoners van de VS) huishoudster van Oppenheimer herhaald refrein. De tekst is afkomstig uit een traditioneel Tewa lied:
In the north the cloud-flower blossoms
And now the lightning flashes
And now the thunder clashes
And now the rain comes down! A-a-aha, a-a-aha, my little one.

In the west the cloud-flower blossoms
And now the lightning flashes
And now the thunder clashes
And now the rain comes down! A-a-aha, a-a-aha, my little one.

In the east the cloud-flower blossoms
And now the lightning flashes
And now the thunder clashes
And now the rain comes down! A-a-aha, a-a-aha, my little one.

In the south the cloud-flower blossoms
And now the lightning flashes
And now the thunder clashes
And now the rain comes down! A-a-aha, a-a-aha, my little one.

## Productie door de San Francisco Opera (2005)
De originele productie door de San Francisco Opera werd geregisseerd door Peter Sellars en gedirigeerd door Donald Runnicles onder choreografie van Lucinda Childs. De hoofdrollen werden bezet door Richard Paul Fink als Edward Teller, Gerald Finley als Robert Oppenheimer, Thomas Glenn als Robert Wilson, Kristine Jepson als Kitty Oppenheimer, Eric Owens als Generaal Leslie Groves, James Maddalena als Jack Hubbard, Jay Hunter Morris als James Nolan, Beth Clayton als de huishoudster van de Oppenheimers, Pasqualita, en Seth Durant als Peter Oppenheimer (de zoon van Robert Oppenheimer). De sets zijn ontworpen door Adrianne Lobel, de kostuums waren van Dunya Ramicova en de belichting werd verzorgd door James F. Ingalls, het geluid door Mark Grey.
Kitty Oppenheimers aria, "Easter Eve, 1945" werd als eerste gezongen door Audra McDonald in mei 2004, begeleid door het New York Philharmonic onder leiding van John Adams zelf. Twee gedeelten van de opera werden uitgevoerd tijdens de Proms van 2004 in Londen; ook hier was de dirigent de componist zelf.

### Rolverdeling
| Rol                    | Stemtype            | Premièrebezetting, 1 oktober 2005 (Dirigent: Donald Runnicles) |
| ---------------------- | ------------------- | -------------------------------------------------------------- |
| Robert Oppenheimer     | bariton             | Gerald Finley                                                  |
| Kitty Oppenheimer      | mezzosopraan        | Kristine Jepson                                                |
| Generaal Leslie Groves | bas                 | Eric Owens                                                     |
| Edward Teller          | dramatische bariton | Richard Paul Fink                                              |
| Robert Wilson          | tenor               | Thomas Glenn                                                   |
| Jack Hubbard           | bariton             | James Maddalena                                                |
| Captain James Nolan    | tenor               | Jay Hunter Morris                                              |
| Pasqualita             | mezzosopraan        | Beth Clayton                                                   |

## Andere uitvoeringen

### De Nederlandse Opera (juni 2007)
In juni 2007 kreeg deze productie haar Europese première bij het De Nederlandse Opera in Amsterdam; Tijdens deze tour in Amsterdam is ook de officiële dvd opgenomen, die werd gemaakt in opdracht van de NTR en door Nederlandse cameramensen geregistreerd onder regie van Peter Sellars zelf.

### Lyric Opera of Chicago (december 2007)
Ook de Lyric Opera of Chicago heeft de opera uitgevoerd, opnieuw geregisseerd door Sellars, met Finley en Owens in de hoofdrollen. De première was in december 2007.
Adams en Sellars hadden in deze productie belangrijke wijzigingen aangebracht naar aanleiding van kritiek die ze erover ontvingen.

### Metropolitan Opera (2008)
In 2008 werd de opera uitgevoerd door de Metropolitan Opera (New York), onder regie van Penny Woolcock. Daarna volgde een uitvoering door de English National Opera in Londen. In deze nieuwe regie vervulde Gerald Finley opnieuw de hoofdrol.
Een opname van deze productie uit 2011, uitgevoerd door het Metropolitan Opera Orchestra en het Metropolitan Opera Chorus, gedirigeerd door Alan Gilbert, won op 12 februari 2012 een Grammy Award in de categorie 'Best Opera Recording' bij de 54e Grammy Awards.

### Utrechtsch Studenten Concert en Utrechtse Studenten Cantorij (2023)
In 2023 werd de opera van 13 tot en met 25 juli in totaal 7 keer uitgevoerd in de Werkspoorkathedraal in Utrecht door Het Utrechtsch Studenten Concert (dat het 200-jarig bestaan vierde) samen met de zangers van de Utrechtse Studenten Cantorij. De solisten waren bariton Quirijn de Lang (in de rol van Robert Oppenheimer) en sopraan Jeannette van Schaik (in de rol van Kitty Oppenheimer). De dirigent was Bas Pollard, de regisseur Wim Trompert, de kostuumontwerper Martijn J. Kramp, decorontwerper Eric Goossens en Dauwe Lentz, cellist in het orkest, was de voorzitter van het producerende team. De uitvoering van de opera vond plaats aan het eind van een wetenschapsfestival rond het Manhattanproject in de namiddag, waar onder andere dichters Nynke Laverman en Ingmar Heytze en wetenschappers Machiel Kleemans en Frans Kingma, die samen het boek Splinters van de zon schreven over Oppenheimer (2023, ISBN 9789464562231) aan deelnamen.